# Simona Petrík
Simona Petrík (rozená Kováčiková, * 10. listopadu 1982 Liptovský Mikuláš) je slovenská a politička, v letech 2016 až 2020 a opět od roku 2023 poslankyně Národní rady SR, od roku 2021 členka Progresívneho Slovenska, bývalá členka stran SIEŤ a SPOLU.

## Život
Narodila se v listopadu 1982 v Liptovském Mikuláši. Absolvovala studium politologie na Filozofické fakultě Univerzity Komenského v Bratislavě. Po studiu pracovala v oblasti výuky cizích jazyků, konkrétně vyučovala angličtinu. V roce 2011 se začala angažovat v různých organizacích bojujících za práva žen.
Je vdaná a má dvě děti. Ve volném čase ráda hraje volejbal.

### Politické působení
Do politiky vstoupila v roce 2015, když se stala členkou strany SIEŤ. V roce 2016 za stranu kandidovala v parlamentních volbách. Získala 2 065 preferenčních hlasů a byla zvolena poslankyní NR SR. Poté, co se strana SIEŤ stala součástí vlády Roberta Fica však Petrík ze strany vystoupila a začala působit jako nezařazená poslankyně. V dubnu 2016 jí místopředseda Národní rady a předseda strany Most-Híd Béla Bugár znemožnil vstoupit do budovy Národní rady, protože se Petrík snažila do budovy vstoupit se svou šestiměsíční dcerou.
V dubnu 2017 se podílela na založení strany SPOLU. V červenci 2017 uvedla Tlačová agentúra Slovenskej republiky, že Petrík byla mimořádně aktivní v kladení otázek vládním činitelům (celkem jich položila 57). V dubnu 2018 se stala členkou předsednictva strany. V evropských volbách v roce 2019 kandidovala na 3. místě kandidátní listiny koalice PS/SPOLU. Získala 22 499 preferenčních hlasů, ale nebyla zvolena (hnutí sice získalo čtyři mandáty, ale Petrík byla překroužkována).
V parlamentních volbách v roce 2020 kandidovala na 9. místě kandidátní listiny koalice PS/SPOLU. Získala 14 713 preferenčních hlasů, ale nebyla zvolena (koalice nezískala žádný mandát). V květnu 2021 ukončila své členství ve straně SPOLU a stala se členkou Progresivního Slovenska. V krajských volbách v roce 2022 byla zvolena poslankyní Bratislavského kraje a poté se navíc stala vicežupankou kraje pro sociální věci. Byla zvolena také do zastupitelstva bratislavské městské části Karlova Ves.
V parlamentních volbách v roce 2023 kandidovala na 8. místě kandidátní listiny Progresivního Slovenska. Získala 19 636 preferenčních hlasů a po tříleté pauze tak byla opět zvolena poslankyní Národní rady. Krátce poté se vzdala funkce vicežupanky Bratislavského kraje, v Národní radě se pak stala místopředsedkyní výboru pro sociální věci.